# Jan Hooks
Janice "Jan" Hooks, född 23 april 1957 i Decatur i Georgia, död 9 oktober 2014 i New York, var en amerikansk skådespelerska och komiker. Hon blev känd för sin medverkan i NBC:s Saturday Night Live (SNL), där hon var med från 1986 till 1991.

## Biografi
Jan Hooks inledde sin karriär som medlem i komikertruppen The Groundlings från Los Angeles. Mellan 1978 och 1979 medverkade hon i The Bill Tush Show, som sändes på Ted Turners TV-station WTCG, vilken senare bytte namn till TBS. Sin första, mer betydande roll, gjorde hon i början av 1980-talet i HBO:s nyhetsparodi Not Necessarily the News.
1985 fick Hooks erbjudande om att medverka i SNL, men till slut valde seriens producenter att satsa på Joan Cusack istället. När tittarsiffrorna för 1985 blev lägre än förväntat, fick Hooks en ny chans 1986. Tillsammans med de nyvärvade Dana Carvey, Phil Hartman med flera, lyckades hon vinna tillbaka programmets popularitet. Bland hennes karaktärer återfanns bland annat ena halvan av "The Sweeney Sisters" (andra halvan spelades av Nora Dunn). Hon gjorde även imitationer av till exempel Bette Davis, Ann-Margret, Betty Ford, Nancy Reagan, Sinéad O'Connor, Kitty Dukakis och Hillary Clinton. Hennes fem års medverkan i SNL blir inte mindre beundransvärd av att hon led av extrem scenskräck.[källa behövs]
Hooks tröttnade till slut på stressen det innebar att medverka i ett liveprogram, och 1991 lämnade hon Saturday Night Live efter att ha fått ett erbjudande av Linda Bloodworth-Thomason om att ersätta Jean Smart i CBS:s sitcom Designing Women. Hooks spelade karaktären Carlene Dobber under seriens två sista säsonger. Efter det har hon medverkat i ett flertal filmer, gjort rösten till Manjula Nahasapeemapetilon i den tecknade komediserien The Simpsons, spelat Dixie Glick i serien Primetime Glick och i filmen Jiminy Glick in Lalawood, samt den återkommande rollen som Vicki Dubcek i Tredje klotet från solen.
Hon gästspelade som den kvinnliga roboten Angelyne i avsnittet "Bendless Love", i den tecknade serien Futurama. Hon gjorde även den minnesvärda rollen som allvetande Alamoguide i Pee-Wees stora äventyr.
1992 gjorde Hooks en cameoroll i filmen Batman Returns, som Jen, Pingvinens konsult under hans kampanj att försöka bli vald till borgmästare i Gotham City.
Hooks dog till följd av strupcancer, 57 år gammal.